# Liste des matchs de l'équipe de Serbie de football par adversaire
Cette liste présente les matchs de l'équipe de Serbie de football par adversaire rencontré depuis son premier match officiel le 16 août 2006 contre la Tchéquie.
- Haut – A
- B
- C
- D
- E
- F
- G
- H
- I
- J
- K
- L
- M
- N
- O
- P
- Q
- R
- S
- T
- U
- V
- W
- X
- Y
- Z

## A

### Afrique du Sud
|   | Date         | Lieu                     | Match                   | Score | Compétition  |
| 1 | 12 août 2009 | Pretoria, Afrique du Sud | Afrique du Sud - Serbie | 1 - 3 | Match amical |

Bilan
- Total de matchs disputés : 1
- Victoires de l'équipe de Serbie : 1
- Victoires de l'équipe d'Afrique du Sud : 0
- Matchs nuls : 0

### Albanie
|   | Date            | Lieu             | Match            | Score                  | Compétition                                           |
| 1 | 14 octobre 2014 | Belgrade, Serbie | Serbie - Albanie | 0 - 3 (Sur tapis vert) | Qualifications pour l'Euro 2016 (Groupe I)            |
| 2 | 8 octobre 2015  | Tirana, Albanie  | Albanie - Serbie | 0 - 2                  | Qualifications pour l'Euro 2016 (Groupe I)            |
| 3 | 7 juin 2025     | Tirana, Albanie  | Albanie - Serbie | 0 - 0                  | Qualifications pour la Coupe du monde 2026 (Groupe K) |
| 4 | 11 octobre 2025 | Belgrade, Serbie | Serbie - Albanie | -                      | Qualifications pour la Coupe du monde 2026 (Groupe K) |

Bilan
- Total de matchs disputés : 3
- Victoires de l'équipe de Serbie : 1
- Victoires de l'équipe d'Albanie : 1
- Matchs nuls : 1

Note : Après l'interruption du match Serbie-Albanie le 14 octobre 2014, le Tribunal arbitral du sport attribua à l'origine une victoire 3-0 à la Serbie. La Serbie se vit infliger une pénalité de trois points, décision ensuite confirmée par l'Instance de contrôle, d'éthique et de discipline de l’UEFA le 24 octobre 2014. Après appel des deux fédérations, l'Instance d'appel de l'UEFA décide du maintien des sanctions le 2 décembre 2014. Un nouvel appel est alors rempli par les deux fédérations à destination du Tribunal arbitral du sport qui, le 10 juillet 2015, décide de donner la victoire définitive à l'Albanie sur le score de 3-0 et de confirmer la pénalité de trois points infligée à la Serbie,,.

### Algérie
|   | Date        | Lieu           | Match            | Score | Compétition  |
| 1 | 3 mars 2010 | Alger, Algérie | Algérie - Serbie | 0 - 3 | Match amical |

Bilan
- Total de matchs disputés : 1
- Victoires de l'équipe de Serbie : 1
- Victoires de l'équipe d'Algérie : 0
- Matchs nuls : 0

### Allemagne
|   | Date         | Lieu                           | Match              | Score | Compétition                    |
| 1 | 31 mai 2008  | Gelsenkirchen, Allemagne       | Allemagne - Serbie | 2 - 1 | Match amical                   |
| 2 | 18 juin 2010 | Port Elizabeth, Afrique du Sud | Allemagne - Serbie | 0 - 1 | Coupe du monde 2010 (Groupe D) |
| 3 | 20 mars 2019 | Wolfsburg, Allemagne           | Allemagne - Serbie | 1 - 1 | Match amical                   |

Bilan
- Total de matchs disputés : 3
- Victoires de l'équipe de Serbie : 1
- Victoires de l'équipe d'Allemagne : 1
- Matchs nuls : 1

### Andorre
|   | Date            | Lieu                        | Match            | Score | Compétition                                           |
| 1 | 10 juin 2025    | Leskovac, Serbie            | Serbie - Andorre | 3 - 0 | Qualifications pour la Coupe du monde 2026 (Groupe K) |
| 2 | 14 octobre 2025 | Andorre-la-Vieille, Andorre | Andorre - Serbie | -     | Qualifications pour la Coupe du monde 2026 (Groupe K) |

Bilan
- Total de matchs disputés : 1
- Victoires de l'équipe de Serbie : 1
- Victoires de l'équipe d'Andorre : 0
- Matchs nuls : 0

### Angleterre
|   | Date             | Lieu                 | Match               | Score | Compétition                                           |
| 1 | 16 juin 2024     | Stuttgart, Allemagne | Serbie - Angleterre | 0 - 1 | Euro 2024 (Groupe C)                                  |
| 2 | 9 septembre 2025 | Belgrade, Serbie     | Serbie - Angleterre | -     | Qualifications pour la Coupe du monde 2026 (Groupe K) |
| 3 | 13 novembre 2025 | Angleterre           | Angleterre - Serbie | -     | Qualifications pour la Coupe du monde 2026 (Groupe K) |

Bilan
- Total de matchs disputés : 1
- Victoires de l'équipe de Serbie : 0
- Victoires de l'équipe d'Angleterre : 1
- Matchs nuls : 0

### Arménie
|   | Date             | Lieu             | Match            | Score | Compétition                                |
| 1 | 11 octobre 2006  | Belgrade, Serbie | Serbie - Arménie | 3 - 0 | Qualifications pour l'Euro 2008 (Groupe A) |
| 2 | 13 octobre 2007  | Erevan, Arménie  | Arménie - Serbie | 0 - 0 | Qualifications pour l'Euro 2008 (Groupe A) |
| 3 | 28 février 2012  | Limassol, Chypre | Serbie - Arménie | 2 - 0 | Match amical                               |
| 4 | 11 octobre 2014  | Erevan, Arménie  | Arménie - Serbie | 1 - 1 | Qualifications pour l'Euro 2016 (Groupe I) |
| 5 | 4 septembre 2015 | Novi Sad, Serbie | Serbie - Arménie | 2 - 0 | Qualifications pour l'Euro 2016 (Groupe I) |

Bilan
- Total de matchs disputés : 5
- Victoires de l'équipe de Serbie : 3
- Victoires de l'équipe d'Arménie : 0
- Matchs nuls : 2

### Australie
|   | Date         | Lieu                      | Match              | Score | Compétition                    |
| 1 | 23 juin 2010 | Nelspruit, Afrique du Sud | Australie - Serbie | 2 - 1 | Coupe du monde 2010 (Groupe D) |
| 2 | 7 juin 2011  | Melbourne, Australie      | Australie - Serbie | 0 - 0 | Match amical                   |

Bilan
- Total de matchs disputés : 2
- Victoires de l'équipe de Serbie : 0
- Victoires de l'équipe d'Australie : 1
- Matchs nuls : 1

### Autriche
|   | Date            | Lieu             | Match             | Score | Compétition                                                       |
| 1 | 15 octobre 2008 | Vienne, Autriche | Autriche - Serbie | 1 - 3 | Qualifications pour la Coupe du monde de football 2010 (Groupe 7) |
| 2 | 6 juin 2009     | Belgrade, Serbie | Serbie - Autriche | 1 - 0 | Qualifications pour la Coupe du monde de football 2010 (Groupe 7) |
| 3 | 9 octobre 2016  | Belgrade, Serbie | Serbie - Autriche | 3 - 2 | Qualifications pour la Coupe du monde de football 2018 (Groupe D) |
| 4 | 6 octobre 2017  | Vienne, Autriche | Autriche - Serbie | 3 - 2 | Qualifications pour la Coupe du monde de football 2018 (Groupe D) |
| 5 | 4 juin 2024     | Vienne, Autriche | Autriche - Serbie | 2 - 1 | Match amical                                                      |
| 6 | 20 mars 2025    | Vienne, Autriche | Autriche - Serbie | 1 - 1 | Ligue des nations 2024-2025 (Barrage de promotion-relégation)     |
| 7 | 23 mars 2025    | Belgrade, Serbie | Serbie - Autriche | 2 - 0 | Ligue des nations 2024-2025 (Barrage de promotion-relégation)     |

Bilan
- Total de matchs disputés : 7
- Victoires de l'équipe de Serbie : 4
- Victoires de l'équipe d'Autriche : 2
- Matchs nuls : 1

### Azerbaïdjan
|   | Date             | Lieu                   | Match                | Score | Compétition                                           |
| 1 | 2 septembre 2006 | Belgrade, Serbie       | Serbie - Azerbaïdjan | 1 - 0 | Qualifications pour l'Euro 2008 (Groupe A)            |
| 2 | 17 octobre 2007  | Bakou, Azerbaïdjan     | Azerbaïdjan - Serbie | 1 - 6 | Qualifications pour l'Euro 2008 (Groupe A)            |
| 3 | 7 juin 2015      | Sankt Pölten, Autriche | Serbie - Azerbaïdjan | 4 - 1 | Match amical                                          |
| 4 | 30 mars 2021     | Bakou, Azerbaïdjan     | Azerbaïdjan - Serbie | 1 - 2 | Qualifications pour la Coupe du monde 2022 (Groupe A) |
| 5 | 12 octobre 2021  | Belgrade, Serbie       | Serbie - Azerbaïdjan | 3 - 1 | Qualifications pour la Coupe du monde 2022 (Groupe A) |

Bilan
- Total de matchs disputés : 5
- Victoires de l'équipe de Serbie : 5
- Victoires de l'équipe d'Azerbaïdjan : 0
- Matchs nuls : 0

## B

### Bahreïn
|   | Date             | Lieu           | Match            | Score | Compétition  |
| 1 | 18 novembre 2022 | Riffa, Bahreïn | Bahreïn - Serbie | 1 - 5 | Match amical |

Bilan
- Total de matchs disputés : 1
- Victoires de l'équipe de Serbie : 1
- Victoires de l'équipe de Bahreïn : 0
- Matchs nuls : 0

### Belgique
|   | Date             | Lieu                | Match             | Score | Compétition                                           |
| 1 | 7 octobre 2006   | Belgrade, Serbie    | Serbie - Belgique | 1 - 0 | Qualifications pour l'Euro 2008 (Groupe A)            |
| 2 | 22 août 2007     | Bruxelles, Belgique | Belgique - Serbie | 1 - 0 | Qualifications pour l'Euro 2008 (Groupe A)            |
| 3 | 12 octobre 2012  | Belgrade, Serbie    | Serbie - Belgique | 0 - 3 | Qualifications pour la Coupe du monde 2014 (Groupe A) |
| 4 | 7 juin 2013      | Bruxelles, Belgique | Belgique - Serbie | 1 - 2 | Qualifications pour la Coupe du monde 2014 (Groupe A) |
| 5 | 15 novembre 2023 | Louvain, Belgique   | Belgique - Serbie | 1 - 0 | Match amical                                          |

Bilan
- Total de matchs disputés : 5
- Victoires de l'équipe de Serbie : 1
- Victoires de l'équipe de Belgique : 4
- Matchs nuls : 0

### Bolivie
|   | Date        | Lieu           | Match            | Score | Compétition  |
| 1 | 9 juin 2018 | Graz, Autriche | Serbie - Bolivie | 5 - 1 | Match amical |

Bilan
- Total de matchs disputés : 1
- Victoires de l'équipe de Serbie : 1
- Victoires de l'équipe de Bolivie : 0
- Matchs nuls : 0

### Brésil
|   | Date             | Lieu              | Match           | Score | Compétition                    |
| 1 | 6 juin 2014      | São Paulo, Brésil | Brésil - Serbie | 1 - 0 | Match amical                   |
| 2 | 27 juin 2018     | Moscou, Russie    | Serbie - Brésil | 0 - 2 | Coupe du monde 2018 (Groupe E) |
| 3 | 24 novembre 2022 | Lusail, Qatar     | Brésil - Serbie | 2 - 0 | Coupe du monde 2022 (Groupe G) |

Bilan
- Total de matchs disputés : 3
- Victoires de l'équipe de Serbie : 0
- Victoires de l'équipe du Brésil : 3
- Matchs nuls : 0

### Bulgarie
|   | Date             | Lieu              | Match             | Score | Compétition                                |
| 1 | 19 novembre 2008 | Belgrade, Serbie  | Serbie - Bulgarie | 6 - 1 | Match amical                               |
| 2 | 17 novembre 2010 | Sofia, Bulgarie   | Bulgarie - Serbie | 0 - 1 | Match amical                               |
| 3 | 20 juin 2023     | Razgrad, Bulgarie | Bulgarie - Serbie | 1 - 1 | Qualifications pour l'Euro 2024 (Groupe G) |
| 4 | 19 novembre 2023 | Leskovac, Serbie  | Serbie - Bulgarie | 2 - 2 | Qualifications pour l'Euro 2024 (Groupe G) |

Bilan
- Total de matchs disputés : 4
- Victoires de l'équipe de Serbie : 2
- Victoires de l'équipe de Bulgarie : 0
- Matchs nuls : 2

## C

### Cameroun
|   | Date             | Lieu             | Match             | Score | Compétition                    |
| 1 | 5 juin 2010      | Belgrade, Serbie | Serbie - Cameroun | 4 - 3 | Match amical                   |
| 2 | 28 novembre 2022 | Al Wakrah, Qatar | Cameroun - Serbie | 3 - 3 | Coupe du monde 2022 (Groupe G) |

Bilan
- Total de matchs disputés : 2
- Victoires de l'équipe de Serbie : 1
- Victoires de l'équipe du Cameroun : 0
- Matchs nuls : 1

### Chili
|   | Date             | Lieu               | Match          | Score | Compétition  |
| 1 | 14 novembre 2012 | Saint-Gall, Suisse | Chili - Serbie | 1 - 3 | Match amical |
| 2 | 4 juin 2018      | Graz, Autriche     | Serbie - Chili | 0 - 1 | Match amical |

Bilan
- Total de matchs disputés : 2
- Victoires de l'équipe de Serbie : 1
- Victoires de l'équipe du Chili : 1
- Matchs nuls : 1

### Chine
|   | Date             | Lieu             | Match          | Score | Compétition  |
| 1 | 10 novembre 2017 | Guangzhou, Chine | Chine - Serbie | 0 - 2 | Match amical |

Bilan
- Total de matchs disputés : 1
- Victoires de l'équipe de Serbie : 1
- Victoires de l'équipe de Chine : 0
- Matchs nuls : 0

### Chypre
|   | Date            | Lieu            | Match           | Score | Compétition  |
| 1 | 10 février 2009 | Nicosie, Chypre | Chypre - Serbie | 0 - 2 | Match amical |
| 2 | 29 février 2012 | Larnaca, Chypre | Chypre - Serbie | 0 - 0 | Match amical |
| 3 | 6 février 2013  | Nicosie, Chypre | Chypre - Serbie | 1 - 3 | Match amical |
| 4 | 25 mai 2016     | Užice, Serbie   | Serbie - Chypre | 2 - 1 | Match amical |
| 5 | 25 mars 2024    | Nicosie, Chypre | Chypre - Serbie | 0 - 1 | Match amical |

Bilan
- Total de matchs disputés : 5
- Victoires de l'équipe de Serbie : 4
- Victoires de l'équipe de Chypre : 0
- Matchs nuls : 1

### Colombie
|   | Date         | Lieu               | Match             | Score | Compétition  |
| 1 | 14 août 2013 | Barcelone, Espagne | Colombie - Serbie | 0 - 1 | Match amical |

Bilan
- Total de matchs disputés : 1
- Victoires de l'équipe de Serbie : 0
- Victoires de l'équipe de Colombie : 1
- Matchs nuls : 0

### Corée du Sud
|   | Date             | Lieu                | Match                 | Score | Compétition  |
| 1 | 18 novembre 2009 | Londres, Angleterre | Corée du Sud - Serbie | 0 - 1 | Match amical |
| 2 | 3 juin 2011      | Séoul, Corée du Sud | Corée du Sud - Serbie | 2 - 1 | Match amical |
| 3 | 14 novembre 2017 | Ulsan, Corée du Sud | Corée du Sud - Serbie | 1 - 1 | Match amical |

Bilan
- Total de matchs disputés : 3
- Victoires de l'équipe de Serbie : 1
- Victoires de l'équipe de Corée du Sud : 1
- Matchs nuls : 1

### Costa Rica
|   | Date         | Lieu           | Match               | Score | Compétition                    |
| 1 | 17 juin 2018 | Samara, Russie | Costa Rica - Serbie | 0 - 1 | Coupe du monde 2018 (Groupe E) |

Bilan
- Total de matchs disputés : 1
- Victoires de l'équipe de Serbie : 1
- Victoires de l'équipe du Costa Rica : 0
- Matchs nuls : 1

### Croatie
|   | Date             | Lieu             | Match            | Score | Compétition                                           |
| 1 | 22 mars 2013     | Zagreb, Croatie  | Croatie - Serbie | 2 - 0 | Qualifications pour la Coupe du monde 2014 (Groupe A) |
| 2 | 6 septembre 2013 | Belgrade, Serbie | Serbie - Croatie | 1 - 1 | Qualifications pour la Coupe du monde 2014 (Groupe A) |

Bilan
- Total de matchs disputés : 2
- Victoires de l'équipe de Serbie : 0
- Victoires de l'équipe de Croatie : 1
- Matchs nuls : 1

## D

### Danemark
|   | Date             | Lieu                 | Match             | Score | Compétition                                |
| 1 | 14 novembre 2014 | Belgrade, Serbie     | Serbie - Danemark | 1 - 3 | Qualifications pour l'Euro 2016 (Groupe I) |
| 2 | 13 juin 2015     | Copenhague, Danemark | Danemark - Serbie | 2 - 0 | Qualifications pour l'Euro 2016 (Groupe I) |
| 3 | 29 mars 2022     | Copenhague, Danemark | Danemark - Serbie | 3 - 0 | Match amical                               |
| 4 | 25 juin 2024     | Munich, Allemagne    | Danemark - Serbie | 0 - 0 | Euro 2024 (Groupe C)                       |
| 5 | 8 septembre 2024 | Copenhague, Danemark | Danemark - Serbie | 2 - 0 | Ligue des nations 2024-2025 (Ligue A)      |
| 6 | 18 novembre 2024 | Leskovac, Serbie     | Serbie - Danemark | 0 - 0 | Ligue des nations 2024-2025 (Ligue A)      |

Bilan
- Total de matchs disputés : 6
- Victoires de l'équipe de Serbie : 0
- Victoires de l'équipe du Danemark : 4
- Matchs nuls : 2

## E

### Écosse
|   | Date             | Lieu             | Match           | Score                | Compétition                                           |
| 1 | 8 septembre 2012 | Glasgow, Écosse  | Écosse - Serbie | 0 - 0                | Qualifications pour la Coupe du monde 2014 (Groupe A) |
| 2 | 26 mars 2013     | Belgrade, Serbie | Serbie - Écosse | 2 - 0                | Qualifications pour la Coupe du monde 2014 (Groupe A) |
| 3 | 12 novembre 2020 | Belgrade, Serbie | Serbie - Écosse | 1 - 1 ap (4 - 5) tab | Qualifications pour l'Euro 2020 (Match de barrage)    |

Bilan
- Total de matchs disputés : 3
- Victoires de l'équipe de Serbie : 1
- Victoires de l'équipe d'Écosse : 0
- Matchs nuls : 2

### Espagne
|   | Date             | Lieu               | Match            | Score | Compétition                           |
| 1 | 26 mai 2012      | Saint-Gall, Suisse | Espagne - Serbie | 2 - 0 | Match amical                          |
| 2 | 5 septembre 2024 | Belgrade, Serbie   | Serbie - Espagne | 0 - 0 | Ligue des nations 2024-2025 (Ligue A) |
| 3 | 15 octobre 2024  | Cordoue, Espagne   | Espagne - Serbie | 3 - 0 | Ligue des nations 2024-2025 (Ligue A) |

Bilan
- Total de matchs disputés : 3
- Victoires de l'équipe de Serbie : 0
- Victoires de l'équipe d'Espagne : 2
- Matchs nuls : 1

### Estonie
|   | Date           | Lieu             | Match            | Score | Compétition                                |
| 1 | 8 octobre 2010 | Belgrade, Serbie | Serbie - Estonie | 1 - 3 | Qualifications pour l'Euro 2012 (Groupe C) |
| 2 | 29 mars 2011   | Tallinn, Estonie | Estonie - Serbie | 1 - 1 | Qualifications pour l'Euro 2012 (Groupe C) |
| 3 | 29 mars 2016   | Tallinn, Estonie | Estonie - Serbie | 0 - 1 | Match amical                               |

Bilan
- Total de matchs disputés : 3
- Victoires de l'équipe de Serbie : 1
- Victoires de l'équipe d'Estonie : 1
- Matchs nuls : 1

### États-Unis
|   | Date            | Lieu                  | Match               | Score | Compétition  |
| 1 | 29 janvier 2017 | San Diego, États-Unis | États-Unis - Serbie | 0 - 0 | Match amical |

Bilan
- Total de matchs disputés : 1
- Victoires de l'équipe de Serbie : 0
- Victoires de l'équipe des États-Unis : 0
- Matchs nuls : 1

## F

### Finlande
|   | Date             | Lieu               | Match             | Score | Compétition                                |
| 1 | 2 juin 2007      | Helsinki, Finlande | Finlande - Serbie | 0 - 2 | Qualifications pour l'Euro 2008 (Groupe A) |
| 2 | 8 septembre 2007 | Belgrade, Serbie   | Serbie - Finlande | 0 - 0 | Qualifications pour l'Euro 2008 (Groupe A) |

Bilan
- Total de matchs disputés : 2
- Victoires de l'équipe de Serbie : 1
- Victoires de l'équipe de Finlande : 0
- Matchs nuls : 1

### France
|   | Date              | Lieu                | Match           | Score | Compétition                                           |
| 1 | 10 septembre 2008 | Saint-Denis, France | France - Serbie | 2 - 1 | Qualifications pour la Coupe du monde 2010 (Groupe 7) |
| 2 | 9 septembre 2009  | Belgrade, Serbie    | Serbie - France | 1 - 1 | Qualifications pour la Coupe du monde 2010 (Groupe 7) |
| 3 | 31 mai 2012       | Reims, France       | France - Serbie | 2 - 0 | Match amical                                          |
| 4 | 7 septembre 2014  | Belgrade, Serbie    | Serbie - France | 1 - 1 | Match amical                                          |
| 5 | 7 septembre 2015  | Bordeaux, France    | France - Serbie | 2 - 1 | Match amical                                          |

Bilan
- Total de matchs disputés : 5
- Victoires de l'équipe de Serbie : 0
- Victoires de l'équipe de France : 3
- Matchs nuls : 2

## G

### Géorgie
|   | Date           | Lieu              | Match            | Score | Compétition                                           |
| 1 | 24 mars 2017   | Tbilissi, Géorgie | Géorgie - Serbie | 1 - 3 | Qualifications pour la Coupe du monde 2018 (Groupe E) |
| 2 | 9 octobre 2017 | Belgrade, Serbie  | Serbie - Géorgie | 1 - 0 | Qualifications pour la Coupe du monde 2018 (Groupe E) |

Bilan
- Total de matchs disputés : 2
- Victoires de l'équipe de Serbie : 2
- Victoires de l'équipe de Géorgie : 0
- Matchs nuls : 0

### Ghana
|   | Date         | Lieu                     | Match          | Score | Compétition                                |
| 1 | 13 juin 2010 | Pretoria, Afrique du Sud | Serbie - Ghana | 0 - 1 | Coupe du monde de football 2010 (Groupe D) |

Bilan
- Total de matchs disputés : 1
- Victoires de l'équipe de Serbie : 0
- Victoires de l'équipe du Ghana : 1
- Matchs nuls : 0

### Grèce
|   | Date             | Lieu             | Match          | Score | Compétition  |
| 1 | 11 août 2010     | Belgrade, Serbie | Serbie - Grèce | 0 - 1 | Match amical |
| 2 | 18 novembre 2014 | La Canée, Grèce  | Grèce - Serbie | 0 - 2 | Match amical |

Bilan
- Total de matchs disputés : 2
- Victoires de l'équipe de Serbie : 2
- Victoires de l'équipe de Grèce : 0
- Matchs nuls : 0

## H

### Honduras
|   | Date             | Lieu                     | Match             | Score | Compétition  |
| 1 | 14 novembre 2011 | San Pedro Sula, Honduras | Honduras - Serbie | 1 - 0 | Match amical |

Bilan
- Total de matchs disputés : 1
- Victoires de l'équipe de Serbie : 0
- Victoires de l'équipe du Honduras : 1
- Matchs nuls : 0

### Hongrie
|   | Date             | Lieu              | Match            | Score | Compétition                                |
| 1 | 11 octobre 2020  | Belgrade, Serbie  | Serbie - Hongrie | 0 - 1 | Ligue des nations 2020-2021 (Ligue B)      |
| 2 | 15 novembre 2020 | Budapest, Hongrie | Hongrie - Serbie | 1 - 1 | Ligue des nations 2020-2021 (Ligue B)      |
| 3 | 24 mars 2022     | Budapest, Hongrie | Hongrie - Serbie | 0 - 1 | Match amical                               |
| 4 | 7 septembre 2023 | Belgrade, Serbie  | Serbie - Hongrie | 1 - 2 | Qualifications pour l'Euro 2024 (Groupe G) |
| 5 | 14 octobre 2023  | Budapest, Hongrie | Hongrie - Serbie | 2 - 1 | Qualifications pour l'Euro 2024 (Groupe G) |

Bilan
- Total de matchs disputés : 5
- Victoires de l'équipe de Serbie : 1
- Victoires de l'équipe de Hongrie : 3
- Matchs nuls : 1

## I

### Îles Féroé
|   | Date             | Lieu                 | Match               | Score | Compétition                                           |
| 1 | 6 septembre 2008 | Belgrade, Serbie     | Serbie - Îles Féroé | 2 - 0 | Qualifications pour la Coupe du monde 2010 (Groupe 7) |
| 2 | 10 juin 2009     | Torshavn, Îles Féroé | Îles Féroé - Serbie | 0 - 2 | Qualifications pour la Coupe du monde 2010 (Groupe 7) |
| 3 | 3 septembre 2010 | Torshavn, Îles Féroé | Îles Féroé - Serbie | 0 - 3 | Qualifications pour l'Euro 2012 (Groupe C)            |
| 4 | 6 septembre 2011 | Belgrade, Serbie     | Serbie - Îles Féroé | 3 - 1 | Qualifications pour l'Euro 2012 (Groupe C)            |

Bilan
- Total de matchs disputés : 4
- Victoires de l'équipe de Serbie : 4
- Victoires de l'équipe des îles Féroé : 0
- Matchs nuls : 0

### Irlande
|   | Date             | Lieu             | Match            | Score | Compétition                                           |
| 1 | 24 mai 2008      | Dublin, Irlande  | Irlande - Serbie | 1 - 1 | Match amical                                          |
| 2 | 15 août 2012     | Belgrade, Serbie | Serbie - Irlande | 0 - 0 | Match amical                                          |
| 3 | 5 mars 2014      | Dublin, Irlande  | Irlande - Serbie | 1 - 2 | Match amical                                          |
| 4 | 5 septembre 2016 | Belgrade, Serbie | Serbie - Irlande | 2 - 2 | Qualifications pour la Coupe du monde 2018 (Groupe E) |
| 5 | 5 septembre 2017 | Dublin, Irlande  | Irlande - Serbie | 0 - 1 | Qualifications pour la Coupe du monde 2018 (Groupe E) |
| 6 | 24 mars 2021     | Belgrade, Serbie | Serbie - Irlande | 3 - 2 | Qualifications pour la Coupe du monde 2022 (Groupe A) |
| 7 | 7 septembre 2021 | Dublin, Irlande  | Irlande - Serbie | 1 - 1 | Qualifications pour la Coupe du monde 2022 (Groupe A) |

Bilan
- Total de matchs disputés : 7
- Victoires de l'équipe de Serbie : 3
- Victoires de l'équipe de république d'Irlande : 0
- Matchs nuls : 4

### Irlande du Nord
|   | Date             | Lieu                     | Match                    | Score | Compétition                                |
| 1 | 14 novembre 2009 | Belfast, Irlande du Nord | Irlande du Nord - Serbie | 0 - 1 | Match amical                               |
| 2 | 25 mars 2011     | Belgrade, Serbie         | Serbie - Irlande du Nord | 2 - 1 | Qualifications pour l'Euro 2012 (Groupe C) |
| 3 | 2 septembre 2011 | Belfast, Irlande du Nord | Irlande du Nord - Serbie | 0 - 1 | Qualifications pour l'Euro 2012 (Groupe C) |

Bilan
- Total de matchs disputés : 3
- Victoires de l'équipe de Serbie : 3
- Victoires de l'équipe d'Irlande du Nord : 0
- Matchs nuls : 0

### Israël
|   | Date           | Lieu             | Match           | Score | Compétition  |
| 1 | 9 février 2011 | Tel Aviv, Israël | Israël - Serbie | 0 - 2 | Match amical |
| 2 | 31 mai 2016    | Novi Sad, Serbie | Serbie - Israël | 3 - 1 | Match amical |

Bilan
- Total de matchs disputés : 2
- Victoires de l'équipe de Serbie : 2
- Victoires de l'équipe d'Israël : 0
- Matchs nuls : 0

### Italie
|   | Date            | Lieu             | Match           | Score | Compétition                                |
| 1 | 12 octobre 2010 | Gênes, Italie    | Italie - Serbie | 3 - 0 | Qualifications pour l'Euro 2012 (Groupe C) |
| 2 | 7 octobre 2011  | Belgrade, Serbie | Serbie - Italie | 1 - 1 | Qualifications pour l'Euro 2012 (Groupe C) |

Bilan
- Total de matchs disputés : 2
- Victoires de l'équipe de Serbie : 0
- Victoires de l'équipe d'Italie : 1
- Matchs nuls : 1

## J

### Jamaïque
|   | Date        | Lieu                 | Match             | Score | Compétition  |
| 1 | 26 mai 2014 | Harrison, États-Unis | Serbie - Jamaïque | 2 - 1 | Match amical |
| 2 | 7 juin 2021 | Miki, Japon          | Jamaïque - Serbie | 1 - 1 | Match amical |

Bilan
- Total de matchs disputés : 2
- Victoires de l'équipe de Serbie : 1
- Victoires de l'équipe de Jamaïque : 0
- Matchs nuls : 1

### Japon
|   | Date            | Lieu             | Match          | Score | Compétition  |
| 1 | 7 avril 2010    | Ōsaka, Japon     | Japon - Serbie | 0 - 3 | Match amical |
| 2 | 11 octobre 2013 | Novi Sad, Serbie | Serbie - Japon | 2 - 0 | Match amical |
| 3 | 11 juin 2021    | Kobe, Japon      | Japon - Serbie | 1 - 0 | Match amical |

Bilan
Total de matchs disputés : 3
- Victoires de l'équipe de Serbie : 2
- Victoires de l'équipe du Japon : 1
- Matchs nuls : 0

### Jordanie
|   | Date         | Lieu             | Match             | Score | Compétition  |
| 1 | 16 juin 2023 | Vienne, Autriche | Serbie - Jordanie | 3 - 2 | Match amical |

Bilan
- Total de matchs disputés : 1
- Victoires de l'équipe de Serbie : 1
- Victoires de l'équipe de Jordanie : 0
- Matchs nuls : 0

## K

### Kazakhstan
|   | Date             | Lieu               | Match               | Score | Compétition                                |
| 1 | 24 mars 2007     | Almaty, Kazakhstan | Kazakhstan - Serbie | 2 - 1 | Qualifications pour l'Euro 2008 (Groupe A) |
| 2 | 24 novembre 2007 | Belgrade, Serbie   | Serbie - Kazakhstan | 1 - 0 | Qualifications pour l'Euro 2008 (Groupe A) |

Bilan
- Total de matchs disputés : 2
- Victoires de l'équipe de Serbie : 1
- Victoires de l'équipe du Kazakhstan : 1
- Matchs nuls : 0

## L

### Lettonie
|   | Date             | Lieu           | Match             | Score | Compétition                                           |
| 1 | 6 septembre 2025 | Riga, Lettonie | Lettonie - Serbie | -     | Qualifications pour la Coupe du monde 2026 (Groupe K) |
| 2 | 16 novembre 2025 | Serbie         | Serbie - Lettonie | -     | Qualifications pour la Coupe du monde 2026 (Groupe K) |

Bilan
- Total de matchs disputés : 0
- Victoires de l'équipe de Serbie : 0
- Victoires de l'équipe de Lettonie : 0
- Matchs nuls : 0

### Lituanie
|   | Date              | Lieu                  | Match             | Score | Compétition                                           |
| 1 | 11 octobre 2008   | Belgrade, Serbie      | Serbie - Lituanie | 3 - 0 | Qualifications pour la Coupe du monde 2010 (Groupe 7) |
| 2 | 14 octobre 2009   | Marijampolė, Lituanie | Lituanie - Serbie | 2 - 1 | Qualifications pour la Coupe du monde 2010 (Groupe 7) |
| 3 | 7 septembre 2018  | Vilnius, Lituanie     | Lituanie - Serbie | 0 - 1 | Ligue des nations 2018-2019 (Ligue C)                 |
| 4 | 20 novembre 2018  | Belgrade, Serbie      | Serbie - Lituanie | 4 - 1 | Ligue des nations 2018-2019 (Ligue C)                 |
| 5 | 10 juin 2019      | Belgrade, Serbie      | Serbie - Lituanie | 4 - 1 | Qualifications pour l'Euro 2020 (Groupe B)            |
| 6 | 14 octobre 2019   | Vilnius, Lituanie     | Lituanie - Serbie | 1 - 2 | Qualifications pour l'Euro 2020 (Groupe B)            |
| 7 | 24 mars 2023      | Belgrade, Serbie      | Serbie - Lituanie | 2 - 0 | Qualifications pour l'Euro 2024 (Groupe G)            |
| 8 | 10 septembre 2023 | Kaunas, Lituanie      | Lituanie - Serbie | 1 - 3 | Qualifications pour l'Euro 2024 (Groupe G)            |

Bilan
- Total de matchs disputés : 8
- Victoires de l'équipe de Serbie : 7
- Victoires de l'équipe de Lituanie : 1
- Matchs nuls : 0

### Luxembourg
|   | Date              | Lieu                   | Match               | Score | Compétition                                           |
| 1 | 10 septembre 2019 | Luxembourg, Luxembourg | Luxembourg - Serbie | 1 - 3 | Qualifications pour l'Euro 2020 (Groupe B)            |
| 2 | 14 novembre 2019  | Belgrade, Serbie       | Serbie - Luxembourg | 3 - 2 | Qualifications pour l'Euro 2020 (Groupe B)            |
| 3 | 4 septembre 2021  | Belgrade, Serbie       | Serbie - Luxembourg | 4 - 1 | Qualifications pour la Coupe du monde 2022 (Groupe A) |
| 4 | 9 octobre 2021    | Luxembourg, Luxembourg | Luxembourg - Serbie | 0 - 1 | Qualifications pour la Coupe du monde 2022 (Groupe A) |

Bilan
- Total de matchs disputés : 4
- Victoires de l'équipe de Serbie : 4
- Victoires de l'équipe du Luxembourg : 0
- Matchs nuls : 0

## M

### Macédoine du Nord
|   | Date            | Lieu                      | Match              | Score | Compétition                                           |
| 1 | 6 février 2008  | Skopje, Macédoine du Nord | Macédoine - Serbie | 1 - 1 | Match amical                                          |
| 2 | 16 octobre 2012 | Skopje, Macédoine du Nord | Macédoine - Serbie | 1 - 0 | Qualifications pour la Coupe du monde 2014 (Groupe A) |
| 3 | 15 octobre 2013 | Jagodina, Serbie          | Serbie - Macédoine | 5 - 1 | Qualifications pour la Coupe du monde 2014 (Groupe A) |

Bilan
- Total de matchs disputés : 3
- Victoires de l'équipe de Serbie : 1
- Victoires de l'équipe de Macédoine du Nord : 1
- Matchs nuls : 1

### Maroc
|   | Date         | Lieu          | Match          | Score | Compétition  |
| 1 | 23 mars 2018 | Turin, Italie | Serbie - Maroc | 1 - 2 | Match amical |

Bilan
- Total de matchs disputés : 1
- Victoires de l'équipe de Serbie : 0
- Victoires de l'équipe du Maroc : 1
- Matchs nuls : 1

### Mexique
|   | Date             | Lieu                           | Match            | Score | Compétition  |
| 1 | 11 novembre 2011 | Santiago de Querétaro, Mexique | Mexique - Serbie | 2 - 0 | Match amical |

Bilan
- Total de matchs disputés : 1
- Victoires de l'équipe de Serbie : 0
- Victoires de l'équipe du Mexique : 1
- Matchs nuls : 0

### Moldavie
|   | Date             | Lieu               | Match             | Score | Compétition                                           |
| 1 | 6 octobre 2016   | Chișinău, Moldavie | Moldavie - Serbie | 0 - 3 | Qualifications pour la Coupe du monde 2018 (Groupe E) |
| 2 | 2 septembre 2017 | Belgrade, Serbie   | Serbie - Moldavie | 3 - 0 | Qualifications pour la Coupe du monde 2018 (Groupe E) |

Bilan
- Total de matchs disputés : 2
- Victoires de l'équipe de Serbie : 2
- Victoires de l'équipe de Moldavie : 0
- Matchs nuls : 0

### Monténégro
|   | Date             | Lieu                  | Match               | Score | Compétition                                |
| 1 | 11 octobre 2018  | Podgorica, Monténégro | Monténégro - Serbie | 0 - 2 | Ligue des nations 2018-2019 (Ligue C)      |
| 2 | 17 novembre 2018 | Belgrade, Serbie      | Serbie - Monténégro | 1 - 2 | Ligue des nations 2018-2019 (Ligue C)      |
| 3 | 27 mars 2023     | Podgorica, Monténégro | Monténégro - Serbie | 0 - 2 | Qualifications pour l'Euro 2024 (Groupe G) |
| 4 | 17 octobre 2023  | Belgrade, Serbie      | Serbie - Monténégro | 3 - 1 | Qualifications pour l'Euro 2024 (Groupe G) |

Bilan
- Total de matchs disputés : 4
- Victoires de l'équipe de Serbie : 4
- Victoires de l'équipe du Monténégro : 0
- Matchs nuls : 0

## N

### Nigeria
|   | Date         | Lieu                | Match            | Score | Compétition  |
| 1 | 27 mars 2018 | Londres, Angleterre | Nigeria - Serbie | 0 - 2 | Match amical |

Bilan
- Total de matchs disputés : 1
- Victoires de l'équipe de Serbie : 1
- Victoires de l'équipe du Nigeria : 0
- Matchs nuls : 0

### Norvège
|   | Date              | Lieu             | Match            | Score    | Compétition                                        |
| 1 | 15 novembre 2006  | Belgrade, Serbie | Serbie - Norvège | 1 - 1    | Match amical                                       |
| 2 | 8 octobre 2020    | Oslo, Norvège    | Norvège - Serbie | 1 - 2 ap | Qualifications pour l'Euro 2020 (Match de barrage) |
| 3 | 2 juin 2022       | Belgrade, Serbie | Serbie - Norvège | 0 - 1    | Ligue des nations 2022-2023 (Ligue B)              |
| 4 | 27 septembre 2022 | Oslo, Norvège    | Norvège - Serbie | 0 - 2    | Ligue des nations 2022-2023 (Ligue B)              |

Bilan
- Total de matchs disputés : 4
- Victoires de l'équipe de Serbie : 2
- Victoires de l'équipe de Norvège : 1
- Matchs nuls : 1

### Nouvelle-Zélande
|   | Date        | Lieu                 | Match                     | Score | Compétition  |
| 1 | 29 mai 2010 | Klagenfurt, Autriche | Nouvelle-Zélande - Serbie | 1 - 0 | Match amical |

Bilan
- Total de matchs disputés : 1
- Victoires de l'équipe de Serbie : 0
- Victoires de l'équipe de Nouvelle-Zélande : 1
- Matchs nuls : 0

## P

### Panama
|   | Date            | Lieu                   | Match           | Score | Compétition  |
| 1 | 31 mai 2014     | Bridgeview, États-Unis | Panama - Serbie | 1 - 1 | Match amical |
| 2 | 29 janvier 2021 | Panama, Panama         | Panama - Serbie | 0 - 0 | Match amical |

Bilan
- Total de matchs disputés : 2
- Victoires de l'équipe de Serbie : 0
- Victoires de l'équipe du Panama : 0
- Matchs nuls : 2

### Paraguay
|   | Date            | Lieu             | Match             | Score | Compétition  |
| 1 | 10 octobre 2019 | Kruševac, Serbie | Serbie - Paraguay | 1 - 0 | Match amical |

Bilan
- Total de matchs disputés : 1
- Victoires de l'équipe de Serbie : 1
- Victoires de l'équipe du Paraguay : 0
- Matchs nuls : 0

### Pays de Galles
|   | Date              | Lieu                    | Match                   | Score | Compétition                                           |
| 1 | 11 septembre 2012 | Novi Sad, Serbie        | Serbie - Pays de Galles | 6 - 1 | Qualifications pour la Coupe du monde 2014 (Groupe A) |
| 2 | 10 septembre 2013 | Cardiff, Pays de Galles | Pays de Galles - Serbie | 0 - 3 | Qualifications pour la Coupe du monde 2014 (Groupe A) |
| 3 | 12 novembre 2016  | Cardiff, Pays de Galles | Pays de Galles - Serbie | 1 - 1 | Qualifications pour la Coupe du monde 2018 (Groupe E) |
| 4 | 11 juin 2017      | Belgrade, Serbie        | Serbie - Pays de Galles | 1 - 1 | Qualifications pour la Coupe du monde 2018 (Groupe E) |

Bilan
- Total de matchs disputés : 4
- Victoires de l'équipe de Serbie : 2
- Victoires de l'équipe du pays de Galles : 0
- Matchs nuls : 2

### Pologne
|   | Date             | Lieu               | Match            | Score | Compétition                                |
| 1 | 6 septembre 2006 | Varsovie, Pologne  | Pologne - Serbie | 1 - 1 | Qualifications pour l'Euro 2008 (Groupe A) |
| 2 | 21 novembre 2007 | Belgrade, Serbie   | Serbie - Pologne | 2 - 2 | Qualifications pour l'Euro 2008 (Groupe A) |
| 3 | 14 décembre 2008 | Antalya, Turquie   | Pologne - Serbie | 1 - 0 | Match amical                               |
| 4 | 2 juin 2010      | Kufstein, Autriche | Pologne - Serbie | 0 - 0 | Match amical                               |
| 5 | 23 mars 2016     | Poznań, Pologne    | Pologne - Serbie | 1 - 0 | Match amical                               |

Bilan
- Total de matchs disputés : 5
- Victoires de l'équipe de Serbie : 0
- Victoires de l'équipe de Pologne : 2
- Matchs nuls : 3

### Portugal
|   | Date              | Lieu               | Match             | Score | Compétition                                           |
| 1 | 28 mars 2007      | Belgrade, Serbie   | Serbie - Portugal | 1 - 1 | Qualifications pour l'Euro 2008 (Groupe A)            |
| 2 | 12 septembre 2007 | Lisbonne, Portugal | Portugal - Serbie | 1 - 1 | Qualifications pour l'Euro 2008 (Groupe A)            |
| 3 | 29 mars 2015      | Lisbonne, Portugal | Portugal - Serbie | 2 - 1 | Qualifications pour l'Euro 2016 (Groupe I)            |
| 4 | 11 octobre 2015   | Belgrade, Serbie   | Serbie - Portugal | 1 - 2 | Qualifications pour l'Euro 2016 (Groupe I)            |
| 5 | 25 mars 2019      | Lisbonne, Portugal | Portugal - Serbie | 1 - 1 | Qualifications pour l'Euro 2020 (Groupe B)            |
| 6 | 7 septembre 2019  | Belgrade, Serbie   | Serbie - Portugal | 2 - 4 | Qualifications pour l'Euro 2020 (Groupe B)            |
| 7 | 27 mars 2021      | Belgrade, Serbie   | Serbie - Portugal | 2 - 2 | Qualifications pour la Coupe du monde 2022 (Groupe A) |
| 8 | 14 novembre 2021  | Lisbonne, Portugal | Portugal - Serbie | 1 - 2 | Qualifications pour la Coupe du monde 2022 (Groupe A) |

Bilan
- Total de matchs disputés : 8
- Victoires de l'équipe de Serbie : 1
- Victoires de l'équipe du Portugal : 3
- Matchs nuls : 4

## Q

### Qatar
|   | Date               | Lieu              | Match          | Score | Compétition  |
| 1 | 29 septembre 2016  | Doha, Qatar       | Qatar - Serbie | 3 - 0 | Match amical |
| 2 | 1er septembre 2021 | Debrecen, Hongrie | Qatar - Serbie | 0 - 4 | Match amical |
| 3 | 11 novembre 2021   | Belgrade, Serbie  | Serbie - Qatar | 4 - 0 | Match amical |

Bilan
- Total de matchs disputés : 3
- Victoires de l'équipe de Serbie : 2
- Victoires de l'équipe du Qatar : 1
- Matchs nuls : 0

## R

### République dominicaine
|   | Date            | Lieu                                   | Match                           | Score | Compétition  |
| 1 | 25 janvier 2021 | Saint-Domingue, République dominicaine | République dominicaine - Serbie | 0 - 0 | Match amical |

Bilan
- Total de matchs disputés : 1
- Victoires de l'équipe de Serbie : 0
- Victoires de l'équipe de République dominicaine : 0
- Matchs nuls : 1

### Roumanie
|   | Date              | Lieu                | Match             | Score | Compétition                                           |
| 1 | 28 mars 2008      | Constanța, Roumanie | Roumanie - Serbie | 2 - 3 | Qualifications pour la Coupe du monde 2010 (Groupe 7) |
| 2 | 10 octobre 2009   | Belgrade, Serbie    | Serbie - Roumanie | 5 - 0 | Qualifications pour la Coupe du monde 2010 (Groupe 7) |
| 3 | 10 septembre 2018 | Belgrade, Serbie    | Serbie - Roumanie | 2 - 2 | Ligue des nations 2018-2019 (Ligue C)                 |
| 4 | 14 octobre 2018   | Bucarest, Roumanie  | Roumanie - Serbie | 0 - 0 | Ligue des nations 2018-2019 (Ligue C)                 |

Bilan
- Total de matchs disputés : 4
- Victoires de l'équipe de Serbie : 2
- Victoires de l'équipe de Roumanie : 0
- Matchs nuls : 2

### Russie
|   | Date             | Lieu                       | Match           | Score | Compétition                           |
| 1 | 28 mai 2008      | Burghausen, Allemagne      | Russie - Serbie | 2 - 1 | Match amical                          |
| 2 | 10 août 2011     | Moscou, Russie             | Russie - Serbie | 1 - 0 | Match amical                          |
| 3 | 15 novembre 2013 | Dubaï, Émirats arabes unis | Russie - Serbie | 1 - 1 | Match amical                          |
| 4 | 5 juin 2016      | Monaco, Monaco             | Serbie - Russie | 1 - 1 | Match amical                          |
| 5 | 3 septembre 2020 | Moscou, Russie             | Russie - Serbie | 3 - 1 | Ligue des nations 2020-2021 (Ligue B) |
| 6 | 18 novembre 2020 | Belgrade, Serbie           | Serbie - Russie | 5 - 0 | Ligue des nations 2020-2021 (Ligue B) |
| 7 | 21 mars 2024     | Moscou, Russie             | Russie - Serbie | 4 - 0 | Match amical                          |

Bilan
- Total de matchs disputés : 7
- Victoires de l'équipe de Serbie : 1
- Victoires de l'équipe de Russie : 4
- Matchs nuls : 2

## S

### Slovénie
|   | Date             | Lieu                | Match             | Score | Compétition                                |
| 1 | 7 septembre 2010 | Belgrade, Serbie    | Serbie - Slovénie | 1 - 1 | Qualifications pour l'Euro 2012 (Groupe C) |
| 2 | 11 octobre 2011  | Maribor, Slovénie   | Slovénie - Serbie | 1 - 0 | Qualifications pour l'Euro 2012 (Groupe C) |
| 3 | 5 juin 2022      | Belgrade, Serbie    | Serbie - Slovénie | 4 - 1 | Ligue des nations 2022-2023 (Ligue B)      |
| 4 | 12 juin 2022     | Ljubljana, Slovénie | Slovénie - Serbie | 2 - 2 | Ligue des nations 2022-2023 (Ligue B)      |
| 5 | 20 juin 2024     | Munich, Allemagne   | Slovénie - Serbie | 1 - 1 | Euro 2024 (Groupe C)                       |

Bilan
- Total de matchs disputés : 5
- Victoires de l'équipe de Serbie : 1
- Victoires de l'équipe de Slovénie : 1
- Matchs nuls : 3

### Suède
|   | Date              | Lieu             | Match          | Score | Compétition                           |
| 1 | 1er avril 2009    | Belgrade, Serbie | Serbie - Suède | 2 - 0 | Match amical                          |
| 2 | 5 juin 2012       | Solna, Suède     | Suède - Serbie | 2 - 1 | Match amical                          |
| 3 | 9 juin 2022       | Solna, Suède     | Suède - Serbie | 0 - 1 | Ligue des nations 2022-2023 (Ligue B) |
| 4 | 24 septembre 2022 | Belgrade, Serbie | Serbie - Suède | 4 - 1 | Ligue des nations 2022-2023 (Ligue B) |
| 5 | 8 juin 2024       | Solna, Suède     | Suède - Serbie | 0 - 3 | Match amical                          |

Bilan
- Total de matchs disputés : 5
- Victoires de l'équipe de Serbie : 4
- Victoires de l'équipe de Suède : 1
- Matchs nuls : 0

### Suisse
|   | Date             | Lieu                | Match           | Score | Compétition                           |
| 1 | 22 juin 2018     | Kaliningrad, Russie | Serbie - Suisse | 1 - 2 | Coupe du monde 2018 (Groupe E)        |
| 2 | 2 décembre 2022  | Doha, Qatar         | Serbie - Suisse | 2 - 3 | Coupe du monde 2022 (Groupe G)        |
| 3 | 12 octobre 2024  | Leskovac, Serbie    | Serbie - Suisse | 2 - 0 | Ligue des nations 2024-2025 (Ligue A) |
| 4 | 15 novembre 2024 | Zurich, Suisse      | Suisse - Serbie | 1 - 1 | Ligue des nations 2024-2025 (Ligue A) |

Bilan
- Total de matchs disputés : 4
- Victoires de l'équipe de Serbie : 1
- Victoires de l'équipe de Suisse : 2
- Matchs nuls : 1

## T

### Tchéquie
|   | Date             | Lieu                       | Match             | Score | Compétition  |
| 1 | 16 août 2006     | Uherské Hradiště, Tchéquie | Tchéquie - Serbie | 1 - 3 | Match amical |
| 2 | 13 novembre 2015 | Olomouc, Tchéquie          | Tchéquie - Serbie | 4 - 1 | Match amical |

Bilan
- Total de matchs disputés : 2
- Victoires de l'équipe de Serbie : 1
- Victoires de l'équipe de Tchéquie : 1
- Matchs nuls : 0

### Turquie
|   | Date             | Lieu              | Match            | Score | Compétition                           |
| 1 | 6 septembre 2020 | Belgrade, Serbie  | Serbie - Turquie | 0 - 0 | Ligue des nations 2020-2021 (Ligue B) |
| 2 | 14 octobre 2020  | Istanbul, Turquie | Turquie - Serbie | 2 - 2 | Ligue des nations 2020-2021 (Ligue B) |

Bilan
- Total de matchs disputés : 2
- Victoires de l'équipe de Serbie : 0
- Victoires de l'équipe de Turquie : 0
- Matchs nuls : 2

## U

### Ukraine
|   | Date             | Lieu             | Match             | Score | Compétition                                |
| 1 | 26 mars 2008     | Kiev, Ukraine    | Ukraine - Serbie  | 2 - 0 | Match amical                               |
| 2 | 11 février 2009  | Nicosie, Chypre  | Serbie - Ukraine  | 0 - 1 | Match amical                               |
| 3 | 15 novembre 2016 | Kharkiv, Ukraine | Ukraine - Serbie  | 2 - 0 | Match amical                               |
| 4 | 7 juin 2019      | Lviv, Ukraine    | Ukraine - Serbie  | 5 - 0 | Qualifications pour l'Euro 2020 (Groupe B) |
| 5 | 17 novembre 2019 | Belgrade, Serbie | Serbie - Belgrade | 2 - 2 | Qualifications pour l'Euro 2020 (Groupe B) |

Bilan
- Total de matchs disputés : 5
- Victoires de l'équipe de Serbie : 0
- Victoires de l'équipe d'Ukraine : 4
- Matchs nuls : 1